# Josiah Henson
Josiah Henson (condado de Charles, Maryland, Estados Unidos, 15 de junio de 1789 - Canadá, 5 de mayo de 1883), fue un activista estadounidense nacido en la esclavitud. En 1830, para conseguir la libertad, se escapó hacia el Alto Canadá (hoy parte de Ontario) con su esposa e hijos pequeños. Trabajó en varias granjas hasta ganar lo suficiente para poder enviar a su hijo mayor Tom a la escuela, quien a su vez enseñó a leer a su padre. Alfabetizado, Henson se convirtió en el líder de la creciente comunidad de esclavos fugitivos en Canadá y fundó una escuela en Dawn destinada principalmente a los esclavos fugitivos, para enseñarles oficios con los que pudieran ganar su propio pan en libertad.
Es familiar lejano de Taraji P. Henson y tío bisabuelo del explorador Matthew Henson.
Henson también se convirtió en predicador de la Iglesia Metodista, viajando y dando lecturas en muchas áreas de los Estados Unidos y Gran Bretaña, ayudando a más de doscientas personas a escapar en lo que se llamaba el "ferrocarril subterráneo" ("The underground railroad"). Aunque muchos afroamericanos regresaron a Estados Unidos tras la abolición de la esclavitud, Henson y su esposa continuaron en Dawn por el resto de sus vidas.
Hanson es considerado la inspiración de Harriet Beecher Stowe para la creación del protagonista de su novela “La cabaña del tío Tom”.